# Ghencea
Ghencea è un quartiere della capitale rumena (Bucarest), che ospita la famosa squadra di calcio FC Steaua Bucuresti. Inoltre è sede della squadra di rugby Rugby Club Steaua București. Nelle vicinanze si trovano i distretti di Drumul Taberei e Rahova.

## Storia
La costruzione di residenze nella zona è iniziata nel 1950. La fabbrica tessile Tricodava e la fabbrica di plastica Munplast  vennero costruire dal regime comunista, all'interno del quartiere. La Tricodava fu demolita nel 2007 e quest'anno è stato  costruito un complesso residenziale sulla prima posizione.

## Infrastrutture e trasporti
L'infrastruttura dei trasporti del quartiere non era molto buona, anche se dal 2020 i quartieri di Ghencea insieme a Drumul Taberei hanno beneficiato della nuova linea M5 della metropolitana di Bucarest. L'altro modo per spostarsi velocemente è quello di utilizzare la linea ferrovia leggera 41 della tranvia di Bucarest. Muoversi in auto, autobus o filobus può richiedere molto tempo, soprattutto nelle ore di punta.

## Sport
Il quartiere ospita la famosa squadra di calcio FC Steaua Bucureşti. Quando la squadra gioca in casa il quartiere viene affollato da sostenitori provenienti da tutta Bucarest.

## Monumenti e luoghi d'interesse
- Stadio Steaua
- Cimitero di Ghencea